# Porrorchis oti
Porrorchis oti är en hakmaskart som beskrevs av Yamaguti 1939. Porrorchis oti ingår i släktet Porrorchis och familjen Plagiorhynchidae. Inga underarter finns listade i Catalogue of Life.